# Катимеріні
Катимеріні (грец. Η Καθημερινή — Щоденна) — популярна грецька щоденна газета, що видається в Афінах грецькою та англійською мовами. Англійськомовна редакція продається в США як окреме видання, а також як додаток до International Herald Tribune у Греції та Кіпрі. З 2 листопада 2008 року виходить також окрема кіпрська редакція.
Газета була заснована Георгіосом Влахосом, потім належала його дочці Елені Влаху, проте з 1988 року належить Аристиду Алафузосу. Катимеріні - авторитетний, досить консервативний грецький ЗМІ.